# 佐野泰綱
佐野 泰綱（さの やすつな）は、戦国時代の武将。佐野秀綱の嫡男とされるが、各種系図で出自や年齢が異なっており、実際は不明。

## 生涯
下野国の有力な国人である佐野氏の第13代当主。古河公方に仕えたが、公方家が衰退しつつあることもあって、下野国に独立的な勢力を築き上げた。
永正6年(1509年)には、関東を旅していた連歌師宗長を佐野に迎え、連歌会を催している。